# Eitan P. Fishbane
Eitan P. Fishbane (geboren 9. Februar 1975) ist ein US-amerikanischer Hochschullehrer für Judaistik am konservativen Jewish Theological Seminary of America in New York City, wo er Veranstaltungen zur Literatur und Geschichte der jüdischen Mystik von der mittelalterlichen Kabbala bis zum neuzeitlichen Chassidismus hält.
Fishbane ist Autor und Herausgeber verschiedener Werke zu diesen Themen.

## Leben und Wirken
Fishbane ist der Sohn von Mona DeKoven Fishbane (geboren 1941) einer Hochschullehrerin für klinische Psychologie und dem Hochschullehrer für Judaistik Michael A. Fishbane (geboren 1943), sein jüngerer Bruder ist Elisha Russ-Fishbane (geboren 1986) und ebenfalls Hochschullehrer und Historiker.
Er erwarb seinen B.A., mit summa cum laude am Department of Near Eastern and Judaic Studies der Brandeis University im Jahre 1997. Für ein englischsprachiges  undergraduate-Studium ging er, von 1995 bis 1996, an die Hebrew University of Jerusalem in Israel. Zurück in den Vereinigten Staaten von Amerika erhielt er seinen Ph.D., im Jahre  2003, über das Thema Contemplative Practice and the Transmission of Kabbalah: A study of Isaac of Acre's Me'irat 'Einayim, vom „Department of Near Eastern and Judaic Studies“ der Brandeis University in Waltham, MA. ausgehändigt. Seine Dissertationsschrift wurde darüber hinaus mit dem „Nahum and Anne Glatzer Prize for Outstanding Achievement“ ausgezeichnet. Es folgte ein Graduiertenstudium an der Hebrew University of Jerusalem von 1998 bis 1999.

## Privates
Seine Ehefrau Leah Levitz Fishbane (1974–2007) starb im März 2007 an einem hirneigenen Tumor, während ihrer zweiten Schwangerschaft in der neunten Woche, sie hinterließ ihren Ehemann Eitan Fishbane und eine vierjährige Tochter, Aderet. Seine Trauerarbeit und Erfahrungen schrieb er in Shadows in Winter: A Memoir of Love and Loss (2011)  nieder. Im Jahre 2010 heiratete Eitan Fishbane erneut, die Rabbi Julia Andelman, einer Direktorin für Community Engagement am „Jewish Theological Seminary“.

## Forschung und Lehre
Sein  Forschungsschwerpunkt und sein Schreiben hat er hauptsächlich der Entwicklung der Kabbala im mittelalterlichen Spanien gewidmet.
Ein wichtiger Themenkomplex, für seine wissenschaftlichen Untersuchungen, ist der Sohar  als mystische Poesie, der Schabbat und die übrigen heiligen Zeiten (Liste jüdischer Feste) in der chassidischen Mystik sowie Vorstellungen vom Selbst und der Identität in der Kabbala.

## Veröffentlichungen  (Auswahl)
- The Art of Mystical Narrative: A Poetics of the Zohar. Oxford University Press, 2018
- As Light Before Dawn:  The Inner World of a Medieval Kabbalist. Stanford University Press, 2009
- The Sabbath Soul: Mystical Reflections on the Transformative Power of Holy Time. Jewish Lights Publishing, 2012
- Shadows in Winter. Syracuse University Press, Library of Modern Jewish Literature, 2011.
- Herausgeber von: Jewish Renaissance and Revival in America (Brandeis University Press, 2011), co-editor.
- Herausgeber von: Jewish Mysticism and the Spiritual Life: Classical Texts, Contemporary Reflections (Jewish Lights Publishing, 2010), co-editor.
- Nostalgia: Poems (currently under review by a major university publisher of contemporary poetry)

- - Publikationen in Fachzeitschriften, Editionen
- Kabbalah as Literature. In: Ken Seigneurie, Christopher Lupke, Frieda Ekotto, B. Venkat Mani, Ilaria Ramelli, Susan Noakes (Hrsg.): The Wiley Blackwell Companion to World Literature. 2018
- Light and Darkness in Medieval and Modern Judaism. Zusammen mit Gerold Necker in The Encyclopedia of the Bible and Its Reception 13 Walter de Gruyter, Berlin / Boston 2018
- Mystical Consciousness and Homiletical Method in Sefer Degel Maḥaneh Efrayim: Critical Hermeneutics, Theology, and Neo-ḥasidic Pedagogy.   In: Elie Holzer (Hrsg.): Ways of Learning, Ways of Becoming: Neo-Hasidic Teaching of the Hasidic Homily. Academic Studies Press
- Mystical Friendship in the Zohar. In Lawrence Fine (Hrsg.): Friendship in Jewish Culture. The Pennsylvania State University Press, 2018
- The Sabbath in Later Hasidic Thought. In: Alan Mittleman (Hrsg.): Holiness in Jewish Thought. Oxford University Press, 2018
- The Shape of Genre: Between Narrative and Exegesis in the Zohar. In: Yehuda Liebes, Melila Hellner-Eshed, Yonatan Benarroch (Hrsg.): Ha-Sippur ha-Zohari. Makhon Ben Tzvi, Jerusalem 2017
- Isaac ben Samuel of Acre In: The Encyclopedia of the Bible and Its Reception 13. Walter de Gruyter, Berlin / Boston 2016
- Perceptions of Greatness: Constructions of the Holy Man in Shivḥei ha-Ari. Kabbalah: Journal for the Study of Jewish Mystical Texts 27 (2012): 195-221.
- The Zohar: Masterpiece of Jewish Mysticism. In: Frederick Greenspahn (Hrsg.): Jewish Mysticism: New Insights and Scholarship. New York University Press, New York 2011, S. 49-67.
- Representation and the Boundaries of Realism:  Reading the Fantastic in Zoharic Fiction. Kabbalah: Journal for the Study of Jewish Mystical Texts 23 (2010): 105-119.
- The Scent of the Rose: Drama, Fiction, and Narrative Form in the Zohar. Prooftexts: A Journal of Jewish Literary History 29 (2009): 324-361.
- A Chariot for the Shekhinah:  Identity and the Ideal Life in Sixteenth Century Kabbalah. Journal of Religious Ethics 37:3 (2009):  385-418.
- The Speech of Being, the Voice of God:  Phonetic Mysticism in the Kabbalah of Asher ben David and his Contemporaries. The Jewish Quarterly Review 98:4 (2008): 485-521.
- Jewish Mystical Hermeneutics: On the Work of Moshe Idel. Journal of Religion 85:1 (January 2005):  94-103.
- Authority, Tradition, and the Creation of Meaning in Medieval Kabbalah:  Isaac of Acre’s Illumination of the Eyes. Journal of the American Academy of Religion 72:1 (2004): 59-95.
- Tears of Disclosure:  The Role of Weeping in Zoharic Narrative. Journal of Jewish Thought and Philosophy 11:1 (2002): 25-47.
- Mystical Contemplation and the Limits of the Mind:  The Case of Sheqel ha-Qodesh. Jewish Quarterly Review 93:2 (2002): 1-27.